# Rio Clark Fork
O rio Clark Fork é um rio dos estados norte-americanos de Montana (noroeste) e Idaho (norte). Tem cerca de 499 km de comprimento, embora o sistema fluvial conjunto formado pelo rio Pend Oreille, lago Pend Oreille e rio Clark Fork tenha 771 km, o que o situa entre os 50 mais longos rios dos Estados Unidos. Drena uma região das Montanhas Rochosas a leste do rio Columbia.
Drena parte da vertente ocidental das Montanhas Rochosas, uma extensa região do oeste do Montana e norte do Idaho, com uma área de 59324 km². Tem descarga média de 621 m³/s, sendo o maior rio em volume do estado do Montana.
Pelo vale do rio Clark Fork, passou em 1806, na viagem de regresso da Expedição de Lewis e Clark, o grupo de Meriwether Lewis. O rio Clark Fork tem o seu nome em homenagem a William Clark, o outro líder da expedição. 
A parte do rio Clark Fork que passa no Montana está considerada, com fins recreativos, como  rio de Classe I, de Warm Springs Creek até à fronteira com o Idaho.
O rio Clark Fork não deve confundir-se com um deos troços ou ramais do rio Yellowstone, de nome parecido, o Clarks Fork («Fork of the Yellowstone River»), dos estados de Montana e Wyoming.